# Kotaro Kiyooka
Kotaro Kiyooka (en japonés: 清岡幸大郎, Kiyooka Kotaro; 12 de abril de 2001) es un deportista japonés que compite en lucha libre. Participó en los Juegos Olímpicos de París 2024, obteniendo una medalla de oro en la categoría de 65 kg.

## Palmarés internacional
| Juegos Olímpicos | Juegos Olímpicos | Juegos Olímpicos | Juegos Olímpicos |
| Año              | Lugar            | Medalla          | Categoría        |
| ---------------- | ---------------- | ---------------- | ---------------- |
| 2024             | París (Francia)  | Medalla de oro   | 65 kg            |